# Mammuthus meridionalis
Il mammut meridionale (Mammuthus meridionalis), noto anche come elefante meridionale (Elephas meridionalis), è una specie estinta di mammut, originaria dell'Asia Minore, che entrò in Europa nel Pleistocene inferiore ed era molto diffusa nel territorio della penisola italiana all'inizio del Quaternario.

## Descrizione

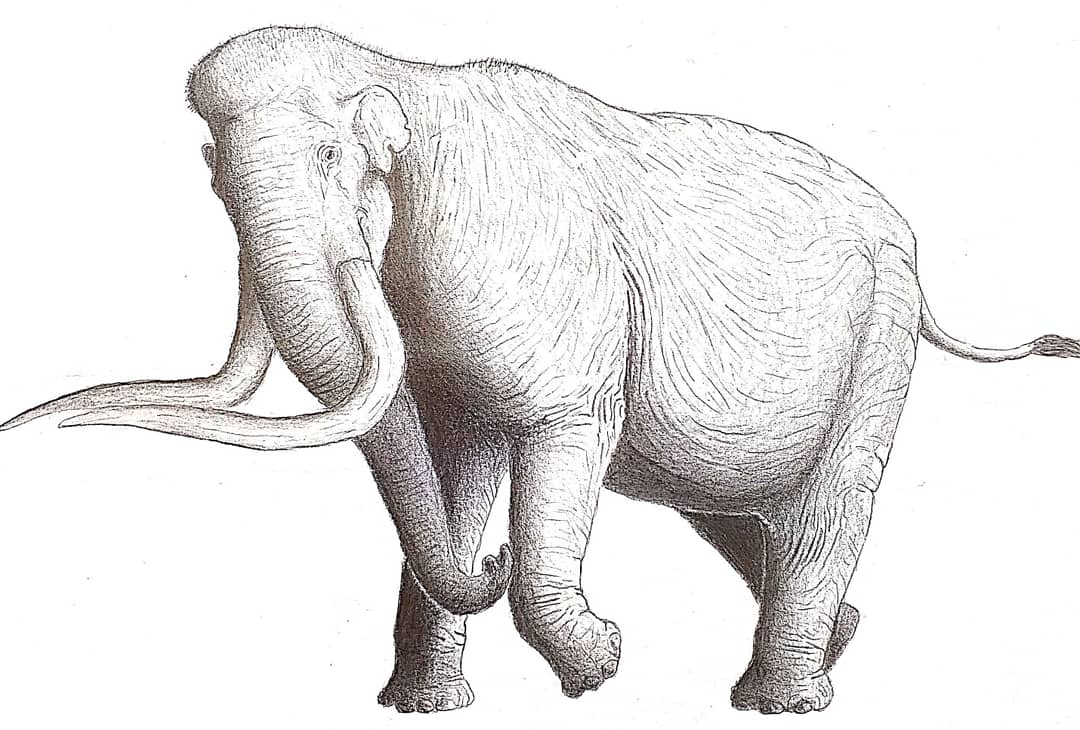
Ricostruzione di Mammuthus meridionalis.

Le dimensioni del Mammuthus meridionalis erano notevoli anche rispetto alle specie attuali di elefanti; gli esemplari adulti raggiungevano infatti 4 metri di altezza e 6 metri di lunghezza ed un peso di circa 10 tonnellate, circa il doppio di un elefante asiatico.
L'aspetto era simile a quello degli elefanti viventi, fatta eccezione per le zanne, più lunghe e con una diversa inclinazione del dorso. Caratteristici sono anche i grossi denti molari, tre per quadrante, costituiti da strette lamelle di avorio utili alla triturazione di grandi quantità di vegetali. Il terzo molare diviene funzionale solo quando il primo è usurato, mantenendo costante la superficie utile alla masticazione.

## Evoluzione
Si ritiene che il diretto antenato di questo animale possa essere stato Mammuthus subplanifrons apparso nel Pliocene. Da qui i rapporti evolutivi si fanno più incerti, ma sembra che dal meridionalis sia disceso Mammuthus trogontherii, che a sua volta diede origine a Mammuthus primigenius (il mammut lanoso) sopravvissuto fino a circa 4.000 anni a.C.

## Fossili
I ritrovamenti di fossili riferibili a questa specie sono molto numerosi in Italia (molari e zanne).
Al Museo Nazionale d'Abruzzo, a L'Aquila, è conservato un esemplare, rinvenuto 1954 nel comune di Scoppito (AQ), molto ben conservato e praticamente completo. Otto esemplari sono esposti al Museo Paleontologico Luigi Boldrini di Pietrafitta (PG). Due crani provenienti dal Valdarno sono conservati nel Museo di Geologia e Paleontologia dell'Università di Firenze. Uno scheletro completo è al museo statale di Stavropol'. Uno scheletro non completo è in mostra anche al Museo Paleontologico di Montevarchi.

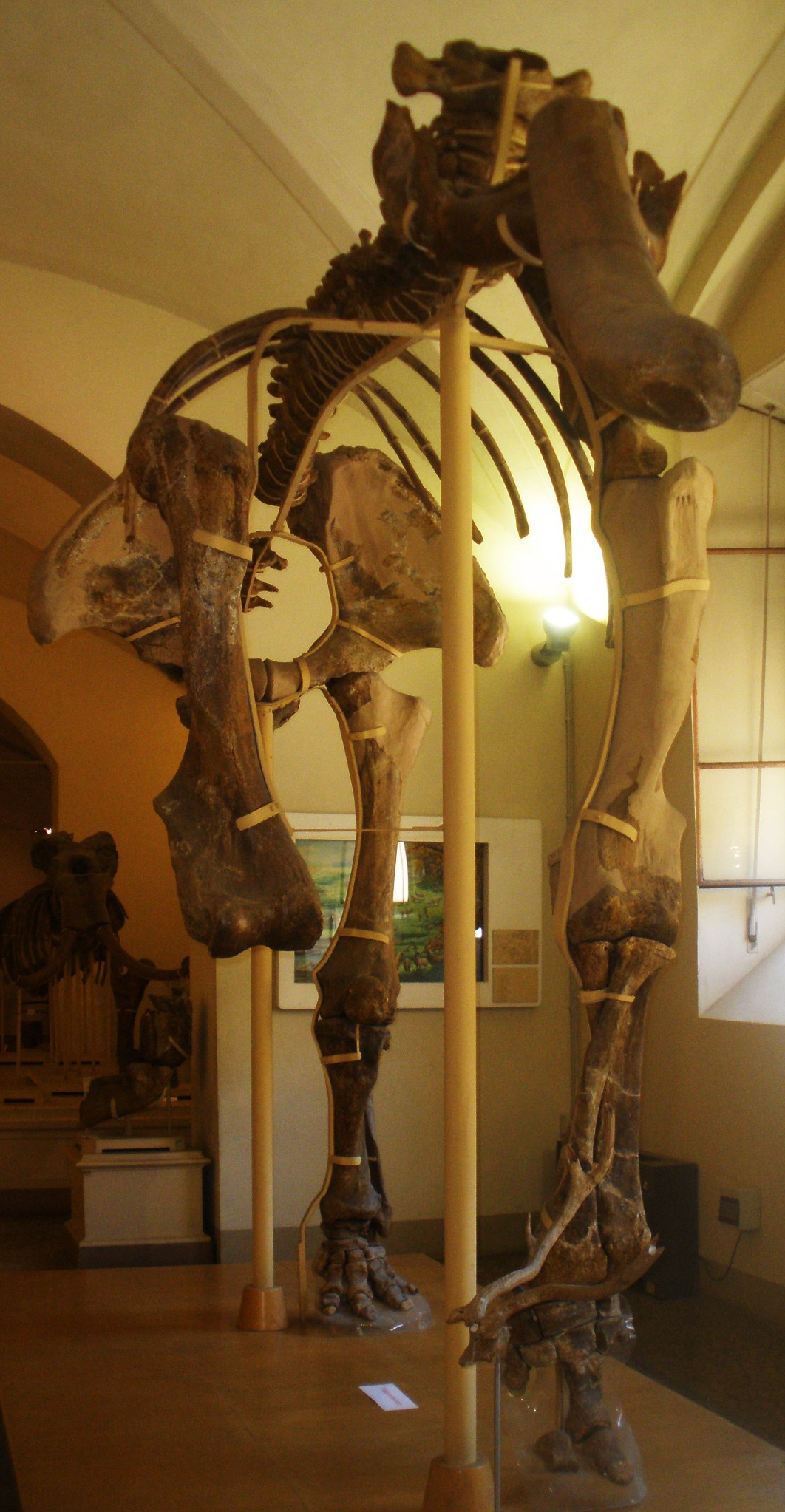
Scheletro incompleto della sottospecie Mammuthus meridionalis vestinus. Museo di paleontologia e geologia, Università di Firenze.

## Tradizione popolare
Prima dell'imporsi del concetto di evoluzione e della geologia moderna, le popolazioni che abitavano le aree interessate dal ritrovamento di fossili di meridionalis, soprattutto nel Valdarno, tendevano a dare spiegazioni fantasiose sulla loro origine, come conferma John Murray nella sua Guida del Centro Italia del 1843: «A Montevarchi ha sede l'Accademia Valdarnese il cui museo ospita una ricca collezione di fossili che merita una visita da parte del viaggiatore che si interessa di scienza. Ma gli abitanti, che ignorano la storia naturale, sostengono che per questa via sia passato Annibale e dunque ritengono che quelle ossa siano i resti degli elefanti cartaginesi»